# Ayn-Manawir
Ayn Manawir (arabe : عين مناور ()) est un site archéologique situé dans l'oasis de Kharga au sud de l'Égypte à 3 km au nord-ouest de la nécropole de Douch et dont les vestiges d'occupation durant les périodes perses sont très bien conservés.

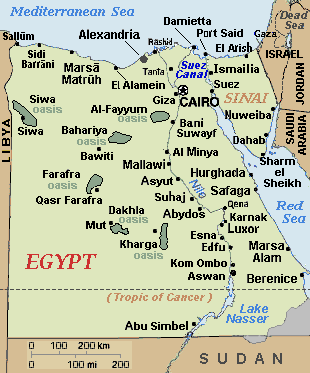
Carte des principales oasis d’Égypte.

## Localisation
Le site s'étend sur 650 ha et se trouve sur une colline 60 m au-dessus de la plaine. Des sources artésiennes situées à proximité permettent l'irrigation.

## Occupation du site
Des traces d'occupation datant du Paléolithique final ont été retrouvées. Celle-ci se serait poursuivie jusqu'à l'Ancien Empire, pour être suivie par une longue phase d'abandon avant la Basse époque. Des objets datant de l'époque ptolémaïque, mais cette période d'occupation est mal connue. La période romaine est mieux documentée ; le site est abandonné au IIIe siècle de notre ère.

## Vestiges

### Documentation écrite
Les fouilles archéologique conduites depuis 1994 sur place ont mis au jour 461 textes écrits sur des ostraca. Ces textes font du village d'Ayn Manawir le village le mieux documenté de toute l'Antiquité égyptienne. Les textes retrouvés, écrits en démotique, portent aussi bien sur la gestion de l'eau pour l'irrigation que sur des contrats ou de la comptabilité. On trouve parmi eux la première mention d'une monnaie grecque, le statère, en Égypte et ce quatre-vingt ans avant sa conquête par Alexandre le Grand; il n'est cependant pas sûr que des statères aient réellement eu cours dans cette localité isolée du sud de l'Égypte, le statère ayant pu n'être utilisé que comme unité de conversion abstraite. Une étude plus fine des textes retrouvés laisse penser que des transactions en statères ont probablement eu lieu, mais essentiellement entre 412 et 400 av. J.-C.. Parmi les ostraca retrouvés, on en retrouve aussi un mentionnant possiblement le chef rebelle Inaros, ce qui pourrait indiquer que le pouvoir perse contrôlait mal la région de l'oasis de Kharga.

### Bâtiments

#### Irrigation

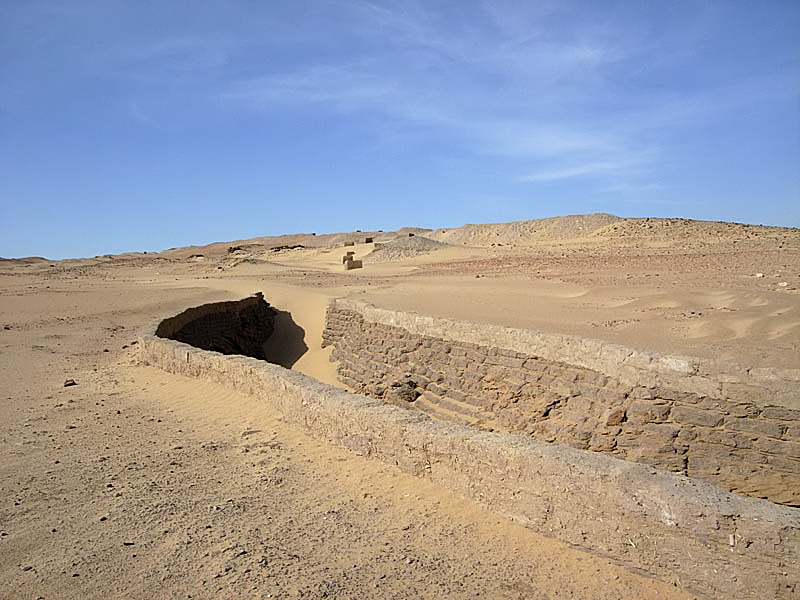
Canal d'irrigation à Ayn Manawir.

On retrouve des qanats utilisées pour collecter l'eau contenue dans l'aquifère; on ne sait pas si la construction du qanat est due à un apport de l'occupant perse ou si la technologie a été réinventée indépendamment dans la région. L'eau ainsi récupérée dans un bassin et répartie via un système de barrages et de chenaux dans les différentes parcelles cultivées.

#### Temple
Un temple d'Osiris en briques, d'une longueur de 35 m et d'une largeur de 18 m a été mis au jour. Près de 360 statuettes en bronze à l'effigie d'Osiris y ont été retrouvées.

#### Maisons
Les vestiges de maisons datant de l'époque perse ont été retrouvées. L'habitat de l'époque lagide est peu connu, en revanche celui de l'époque romaine l'est nettement plus et révèle notamment des maisons plus grandes que celles de l'époque perse.